# Castell de Bulaternera
El Castell de Bulaternera era un castell medieval d'estil romànic del segle xi situat al poble de Bulaternera, a la comarca del Rosselló (Catalunya Nord).
Està situat al lloc més elevat de l'indret on es dreça el poble de Bulaternera. El seu emplaçament és avui en part ocupat per l'església parroquial de Sant Sulpici.

## Les restes del castell

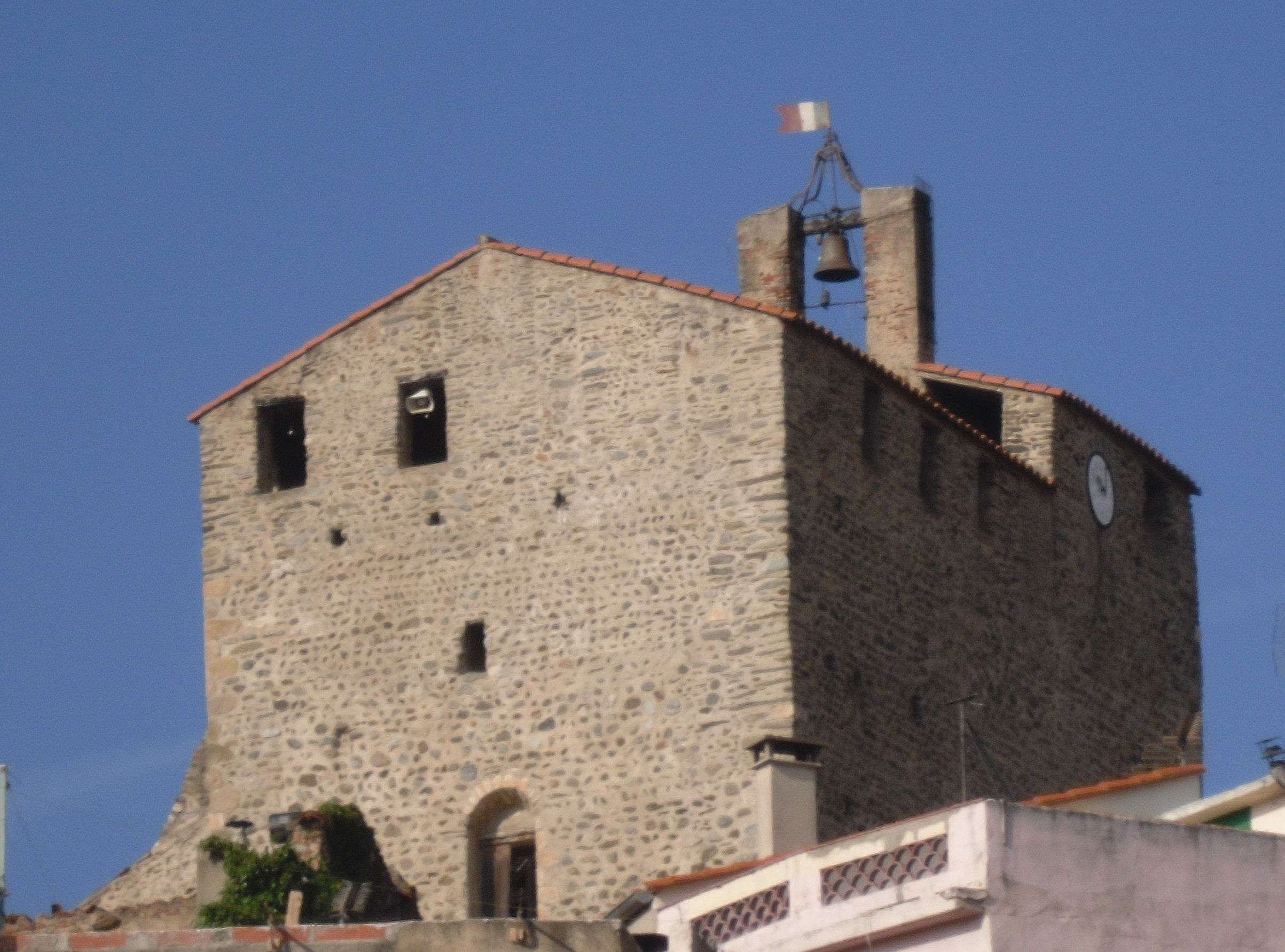
La torre de l'homenatge, ara campanar

El que queda del castell de Bulaternera és molt desfet i en part integrat a les muralles de la vila. Cal comptar que l'església de Sant Sulpici és, en part, damunt del que fou el castell, amb l'antiga torre de l'homenatge convertida en campanar de l'església parroquial i una altra part inserida en la cellera del poble. Se'n conserven restes del que fou angle nord-oest, així com del sector est, on la nomenclatura urbana encara conserva el nom de pati per a un carrer de la cellera.